# 詹姆斯·科林斯
占士·哥連斯（英語：James Collins，1983年8月23日—），出生於威爾士的纽波特，是一位職業足球運動員。曾效力英超聯球會西汉姆联及威尔士國家隊成員，司職後衛，但憑藉高大的個子而在國家隊兼任前鋒一職。

## 生平

### 球會
卡迪夫城
哥連斯在2000年8月加盟卡迪夫城成為學徒。在2000年11月的英格兰足总杯比賽對首度亮相，卡迪夫城大勝對手5-1及後代表卡迪夫城上陣86次，射入六個入球。在2005年贏得威爾斯年度年青球員獎（Welsh Young Player of the Year award）。
韋斯咸
哥連斯在2005年7月加盟西汉姆联，與同屬中堅的隊友加比顿（Danny Gabbidon），兩人合共三百五十萬英鎊轉會費轉會至韋斯咸。
在2005年9月，首次在對阿森纳，被列入後備名單，但沒有上陣，該場比賽韋斯咸以0-0迫和對手。後來在2005年10月對保頓的比賽首度在英超聯亮相。
在2006-07年英超聯賽季季中，新簽下的厄遜（Matthew Upson）及同屬中堅的隊友加比顿哥連斯均因傷缺陣。哥連斯再獲重召，夥拍隊友安东·费迪南德形成中堅組合。在格連出色表現下及隊長尼爾帶領下成功脫離降級位置，成功護級，成為韋斯咸支持者心目中理想陣容。
阿士東維拉
2009/10年球季哥連斯未能在韋斯咸正選陣容中佔一席位，季初韋斯咸同意將他出售到史篤城，但因私人條件不合而拉倒。2009年9月1日哥連斯加盟阿士東維拉，轉會費據報約為500萬英鎊。
韋斯咸
2012年8月1日，哥連斯以轉會費250萬重回韋斯咸，簽約四年。在第二英超比賽作客史雲斯時，科林斯的致命回傳失誤使對手把比分拉開至2-0。

### 國家隊
哥連斯曾代表威爾斯每一級的代表隊，包括U16（3次）、U17（1次）、U18（2次）、U19（3次及入3球）、U20（1次）及威爾斯U21（8次），在代表U21對德國U21時被任命為隊長。
哥連斯代表威爾斯上陣超過30次。在國家隊夥拍前卡迪夫城及韋斯咸隊友加比顿，與當年在卡迪夫城一樣，兩人成為一對中堅組合。在2007年10月13日，射入首個國家隊入球，協助球隊以3-1 擊敗塞浦路斯。

## 外部連結
- 足球数据库：詹姆斯·科林斯的球员统计数据
- BBC.co.uk （页面存档备份，存于）